# Vincent Šikula
Vincent Šikula (19. října 1936 Dubová – 16. června 2001 Modra) byl slovenský spisovatel-prozaik, básník a dramatik, autor literatury pro děti a mládež.

## Životopis
Narodil se v rodině lesního dělníka a své vzdělání získal v Dubové, v Nitře a nakonec v Bratislavě, kde studoval v letech 1956-1959 na Hudební pedagogické škole a po jejím zrušení na Státní konzervatoři hru na lesní roh. V letech 1961-1964 pracoval jako učitel v Modře, v letech 1967-1968 pak pracoval jako redaktor v časopise Romboid, v letech 1969-1973 byl
dramaturgem ve Slovenské filmové tvorbě. Od roku 1973 pracoval jako redaktor ve vydavatelství Slovenský spisovatel, v letech 1994-1999 byl předsedou Spolku slovenských spisovatelů. V roce 1979 mu byl udělen titul zasloužilý umělec.

## Tvorba
Publikovat začal krátkými prozaickými díly, která mu vyšla ve sbírce v roce 1964. Jeho díla jsou založena na životní a vypravěčské bezprostřednosti, jejich základem jsou osobní zážitky, zkušenosti, dojmy a pocity mladého člověka. Nevytváří ucelené příběhy, jen volně spojuje situace, motivy a představy, čímž zvýrazňuje naoko bezvýznamné věci a odkrývá trvalé hodnoty lidského života, jako je láska, domov, přátelství či práce. Svou tvorbou navazuje na naturismus autorů jako byli František Švantner, Margita Figuli či Dobroslav Chrobák, ale velký vliv na jeho tvorbu měli i starší autoři, jako např. Martin Kukučín, či Jozef Gregor-Tajovský.

## Dílo
- Seznam děl v Souborném katalogu ČR, jejichž autorem nebo tématem je Vincent Šikula

### Próza pro dospělé
- 1964 – Na koncertoch sa netlieska, sbírka črt a povídek z vojenského života
- 1964 – Možno si postavím bungalow, sbírka povídek
- 1966 – S Rozárkou, novela o duševně postižené dívce
- 1966 – Nebýva na každom vŕšku hostinec, novela
- 1968 – Povetrie, sbírka črt a povídek
- 1976 – Majstri, román, 1. díl trilogie
- 1977 – Muškát, román, 2. díl trilogie
- 1978 – Vlha, novela
- 1979 – Vilma, román, 3. diel trilogie
- 1980 – Liesky, autobiografické dílo
- 1981 – Vojak, novela
- 1983 – Matej, román o Matejovi Hrebendovi
- 1983 – Nokturná, kniha úvah, autorských vyznání, rozhovorů a literárních portrétů
- 1987 – Heroické etudy pre koňa, kniha povídek a novel
- 1990 – Pastierska kapsička, kniha povídek a novel
- 1991 – Ornament, román
- 1994 – Pôstny menuet, kniha povídek a novel
- 1995 – Veterná ružica, novela, pokračování románu Ornament
- 2000 – Anjel Gabriela
- 2001 – Udri pastiera, z pozůstalosti, nedokončeno
- 2002 – Tam, kde sa cesta skrúca
- 2003 – Požehnaná taktovka

### Poezie pro dospělé
- 1983 – Z domu na kopci, sbírka básní
- 1993 – Zo zanedbanej záhrady, sbírka básní
- 1998 – Bubeník september, sbírka básní
- 2003 – Za odchodom orgovánu, z pozůstalosti

### Próza pro děti
- 1965 – Pán horár má za klobúkom mydleničku
- 1966 – Ďuro, pozdrav Ďura
- 1978 – Prázdniny so strýcom Rafaelom
- 1981 – Vajíčko sliepky liliputánky
- 1984 – O múdrom kohútikovi
- 1996 – Rozprávky a rozprávania (Augustín a zvon)
- 1997 – Medardove rozprávky
- 2000 – Vladko a pes
- 2001 – Vincúrko

### Scénáře
- 1980 – Otec ma zderie tak či tak, celovečerní film natočený podle knížky Prázdniny so strýcom Rafaelom, scénář napsal Igor Rusnák
- Ľalie poľné, film režiséra Ela Havettu
- Zuzanka Hraškovie, televizní film podle balady P. O. Hviezdoslava